# Bradycardie
 (novembre 2014).
Si vous disposez d'ouvrages ou d'articles de référence ou si vous connaissez des sites web de qualité traitant du thème abordé ici, merci de compléter l'article en donnant les références utiles à sa vérifiabilité et en les liant à la section « Notes et références ».
La bradycardie (du grec ancien βραδύς / bradýs = lent, et καρδία / kardía = cœur) est un rythme cardiaque habituellement inférieur à la normale, à l'opposé de la tachycardie. En dehors des sportifs, on parle de bradycardie lorsque le rythme est inférieur à 50 battements par minute. Le caractère « pathologique » de cette bradycardie ne peut être attesté que par un médecin.
Le rythme cardiaque au repos se situe chez l'adulte entre 50 (sportif pratiquant l'endurance) et 80 pulsations par minute, mais il peut être modifié par de multiples facteurs, la plupart non cardiaques : anxiété, alimentation, activité (les grands sportifs ont une hypertrophie cardiaque, leur rythme au repos est plus bas), etc.
On parle de bradycardie fœtale dans le cas où la fréquence cardiaque est inférieure à 120 battements par minute de façon prolongée.
Chez un sportif entraîné en endurance, la fréquence cardiaque peut être proche de 30 battements par minute sans que cela soit anormal (bradycardie physiologique).
En pathologie, la bradycardie peut être révélatrice d'un trouble de la conduction cardiaque, plus rarement d'un trouble du rythme cardiaque.

## Diagnostic

### Clinique
Le sujet peut être totalement asymptomatique (bradycardie découverte inopinément lors de la prise du pouls ou de la réalisation d'un électrocardiogramme).
La bradycardie peut également être découverte devant un des signes suivants : asthénie, limitation anormale des activités habituelles, lipothymie, syncope, vertiges, douleur thoracique, etc.
La bradycardie peut être également révélée par d'autres moyens technologiques mais non médicaux permettant de mesurer la fréquence cardiaque : tensiomètre automatique d'auto-mesure, oxymètre destiné aux sportifs, applications smartphone, etc. Dans tous ces cas, cela doit être confirmé par un électrocardiogramme.

### Examens complémentaires
L'électrocardiogramme va montrer un rythme cardiaque lent. En cas de bradycardie dite « sinusale », généralement non pathologique, l'électrocardiogramme montrera un tracé d'aspect normal avec simplement un rythme plus lent que la norme observée dans la population. Le médecin s'emploiera alors à rassurer son patient si cette bradycardie ne s'accompagne d'aucun autre signe clinique. Dans le cas contraire, où le tracé ECG est anormal ou en présence d'autres signes cliniques ou d'autres symptômes, les spécificités pouvant être observées sont fonction de la cause de la bradycardie et nécessiteront des investigations supplémentaires telles que les suivantes parmi les plus courantes :
- Un tracé obtenu par un holter ECG (un enregistrement de l'électrocardiogramme sur 24 h ou plus, à ne pas confondre avec un « holter tensionnel » qui sert à enregistrer un MAPA) peut montrer la présence d'épisodes de bradycardie dont l'origine sera à déterminer.

- Une épreuve d'effort au cabinet du cardiologue, qui peut être utile pour démasquer une insuffisance chronotrope, cas où la fréquence cardiaque de repos est normale mais avec une accélération insuffisante du rythme cardiaque lors de l'effort.

## Causes
Cette arythmie peut être liée à de multiples causes divisées en deux catégories : cardiaques et non-cardiaques.
Les causes non-cardiaques sont habituellement secondaires à l'usage de drogue ou de médicaments à visée cardiaque (bêta-bloquant, digitalique, inhibiteur calcique bradycardisant (vérapamil, amiodarone) ou non (propofol, citalopram ou escitalopram, dipyridamole)), à une endocrinopathie (hypothyroïdie), un déséquilibre électrolytique (hypokaliémie, hyperkaliémie, acidose), des facteurs situationnels tels un repos au lit prolongé, et des problèmes auto-immunitaires ou des troubles des conduites alimentaires comme l'anorexie[réf. nécessaire] (avec hypotension, hypoglycémie et troubles circulatoires).
Les causes cardiaques incluent une cardiopathie ischémique aiguë ou chronique, une valvulopathie, une cardiopathie dégénérative, un malaise vagal, un bloc auriculo-ventriculaire.

## Traitement
La prise en charge thérapeutique d'une bradycardie dépend tout d'abord de sa cause et de son retentissement. Elle a fait l'objet de la publication de recommandations, notamment américaines datant de 2018.